# طرف سفلي للزند
الطرف السفلي للزند (بالإنجليزية: Lower extremity of ulna)‏ أو الطرف البعيد للزند (بالإنجليزية: distal extremity of ulna)‏ هو نهاية عظم الزند الأقرب للرسغ ، والزند هو أحد عظمتين طوال بداخل الساعد (العظم الآخر هو عظم الكعبرة).
الطرف السفلي للزند صغير وفيه نتوئان أكبرهما على الجانب الوحشي وهو نتوء مفصلي مستدير يسمى رأس الزند ، و الآخر على الجانب الإنسي أضيق وأكثر بروزا ولكنه ليس مفصلياً ويدعى الزائدة الإبرية للزند.
- رأس الزند يمثل سطحا مفصليا. جزء من هذا السطح المفصلى شكله هلالي أو بيضاوي ويتجه لأسفل ليتمفصل مع السطح العلوي للقرص المفصلي الثلاثي (بالإنجليزية: triangular articular disk)‏ الذي يفصلها عن مفصل الرسغ. أما الجزء المتبقي من السطح المفصلي فيتجه لأعلي ، وهو ضيق ومحدّب ليدخل في الثلمة الزندية للكعبرة.
- الزائدة الإبرية للزند تبرز من الجزء الإنسي والخلفي للعظم ، وهي مستديرة و تنزل لأسفل قليلا عن نهاية رأس الزند. يتصل بها الرباط الجانبي الزندي لمفصل الرسغ.

يوجد انخفاض في العظم يفصل ما بين رأس الزند عن الزائدة الإبرية للزند ، حيث يتصل على هذا الانخفاض قمة القرص المفصلي الثلاثي (بالإنجليزية: triangular articular disk)‏ أو الغضروف الليفي الثلاثي (بالإنجليزية: Triangular fibrocartilage)‏. أما من الخلف فيوجد ثلم (أخدود) يتصل عليه وتر العضلة الزندية الباسطة للرسغ.

## صور إضافية

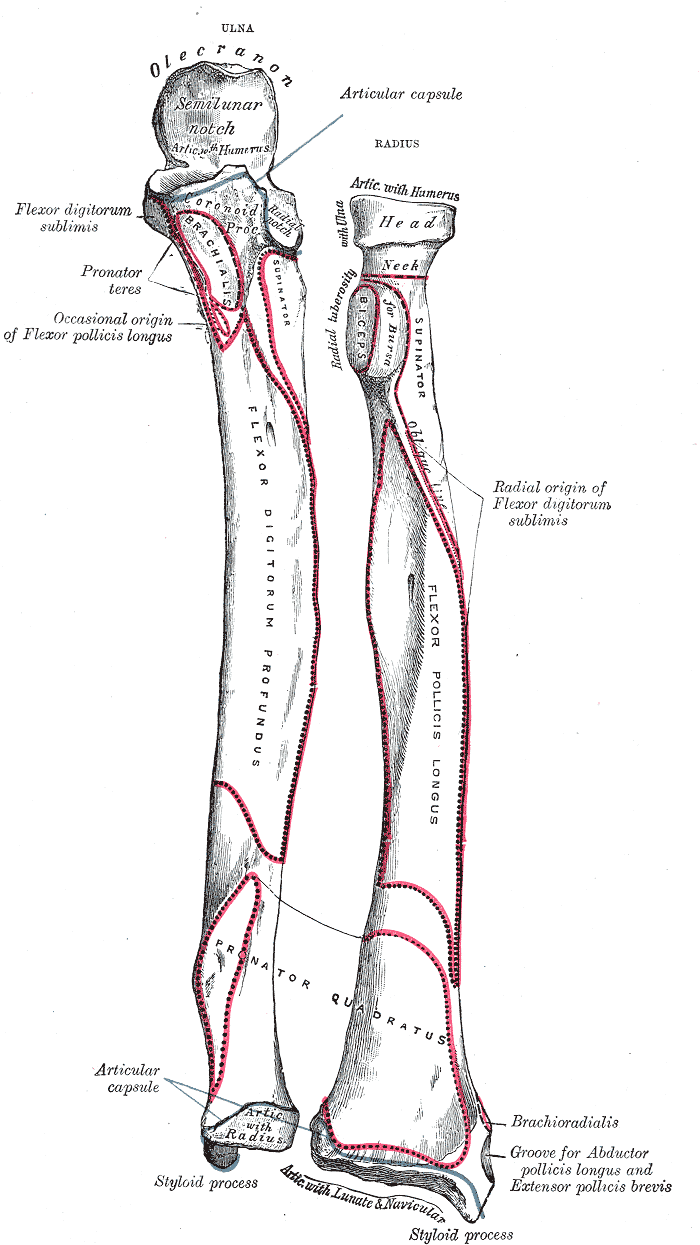
عظام الساعد الأيسر ، نظرة أمامية.
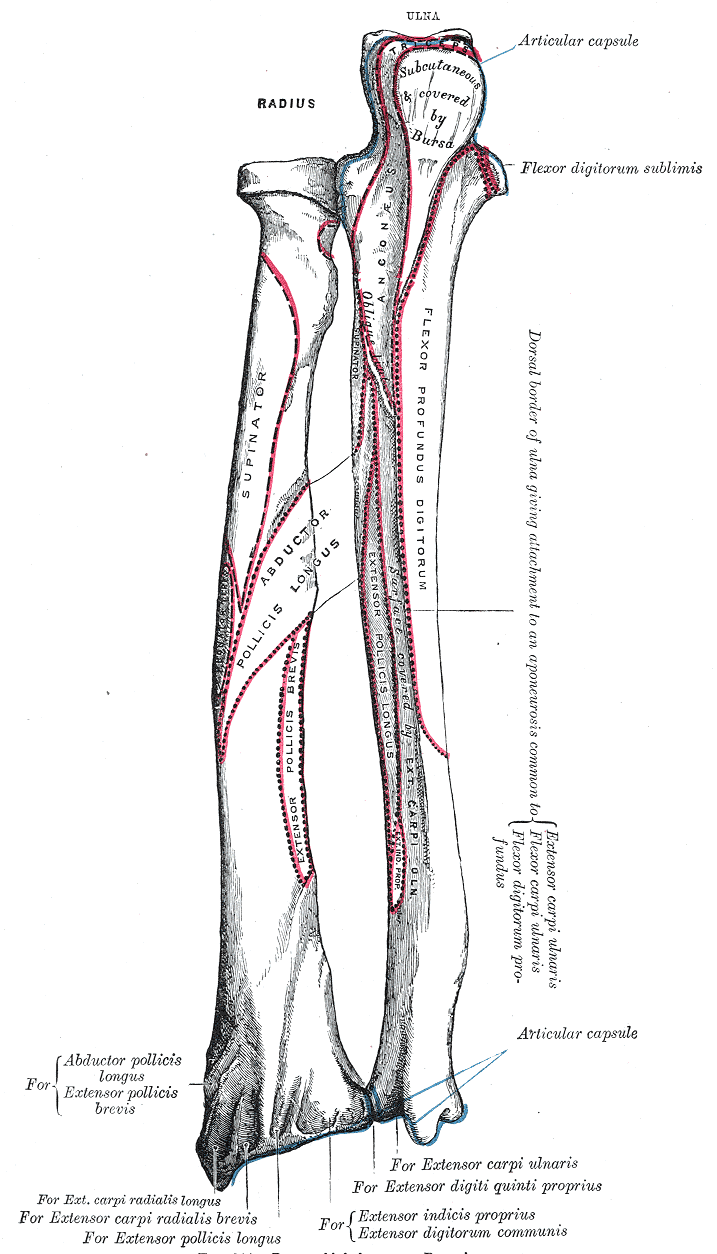
عظام الساعد الأيسر ، نظرة خلفية.
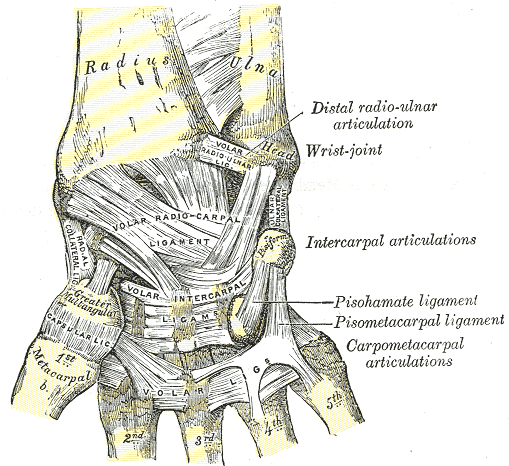
أربطة الرسغ ، نظرة أمامية.
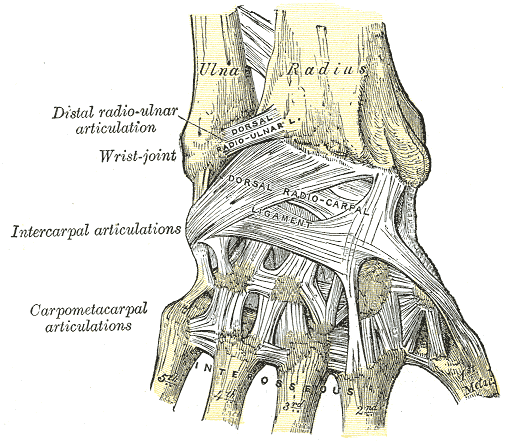
أربطة الرسغ ، نظرة خلفية.